# El Maguey, Puebla
El Maguey är en ort i Mexiko.   Den ligger i kommunen Acatlán och delstaten Puebla, i den sydöstra delen av landet, 170 km sydost om huvudstaden Mexico City. El Maguey ligger 1 354 meter över havet och antalet invånare är 159.
Terrängen runt El Maguey är kuperad. Runt El Maguey är det ganska glesbefolkat, med 47 invånare per kvadratkilometer. Närmaste större samhälle är Acatlán de Osorio, 6,8 km sydost om El Maguey. I omgivningarna runt El Maguey växer huvudsakligen savannskog.